# Івашево (Лузький район)
Іва́шево (рос. Ивашево) — присілок у складі Лузького району Кіровської області, Росія. Входить до складу Лузького міського поселення.
Населення становить 9 осіб (2010, 9 у 2002).
Національний склад станом на 2002 рік — росіяни 100 %.